# Bay City (Michigan)
Bay City és una ciutat ubicada al comtat de Bay, al costat del fons de la badia de Saginaw del Llac Huron, a l'estat nord-americà de Michigan. Al cens de 2010, la població de la ciutat era de 34.932 habitants. És el principal conglomerat urbà de l'Àrea Estadística Metropolitana de Bay City, que està inclosa a l'àrea estadística combinada coneguda com a Saginaw-Midland-Bay City. La ciutat, juntament amb les pròximes Midland i Saginaw, formen la regió "Gran Tri-Cities" (Greater Tri-Cities) de Míchigan central, que més recentment ha estat anomenada Regió de la Badia dels Grans Llacs.
La ciutat està geogràficament dividida pel riu Saginaw; els viatges entre els costats est i oest de la ciutat són possibles gràcies a quatre moderns ponts llevadissos que permeten als grans vaixells viatjar fàcilment pel riu. La ciutat és servida per l'Aeroport Internacional de MBS, que es troba a prop de Freeland, i per l'aeroport municipal James Clements.

## Història
Leon Tromblé és considerat com el primer colon en un dels límits del Comtat de Bay, en una zona que es convertiria en Bay City. El 1831, va construir una cabanya de troncs en la riba aquest del riu Saginaw. Bay City es va establir per primera vegada el 1837, i va ser incorporada com a ciutat el 1865. El 1834, John B. Trudell va construir una cabanya de fusta prop de l'actual cantonada de Broadway i Seventeenth (carrer 17). Després Trudell va comprar la terra que s'estenia al nord de la seva residència al llarg del riu en què més tard es va convertir en la seu d'Industrial Brownhoist, convertint-se en el primer resident permanent de què s'ha convertit en el comtat de Bay. Bay City es va convertir en la comunitat més gran del comtat i la ubicació de la seu del govern del comtat. La majoria de les agències i associacions del comtat es troben aquí. La ciutat confina amb Essexville i els municipis de Bangor, Frankenlust, Hampton, Merritt, Monitor i Portsmouth.
Bay City va ser originalment coneguda com a Lower Saginaw ('Baixa Saginaw') i va caure dins dels límits del comtat de Saginaw fins que el comtat de Bay va ser organitzat el 1857. Va ser en aquest moment en què es va canviar el nom a Bay City. Mentre que Saginaw va tenir el primer assentament blanc en aquesta àrea el 1819, els vaixells més grans tenien dificultats per a navegar les aigües menys profundes prop de l'assentament de Saginaw. A causa d'aquest fet, molts dels pioners es van traslladar a Lower Saginaw, en posar-se de manifest que les seves aigües més profundes la convertien en un lloc millor per al creixement de la indústria que es basava en el transport embarcat. El 1860, Baixa Saginaw s'havia convertit en una comunitat creixent de prop de 2000 persones amb diverses aserradores i molts petits negocis en funcionament. El 1865, el poble de Bay City va ser incorporat com a ciutat. El ràpid creixement econòmic es va dur a terme durant aquest període, amb l'explotació forestal, la serradora i la construcció naval creant molts llocs de treball. Els primers industrials de la zona van utilitzar el riu Saginaw com un mitjà molt pràctic per a portar els rais surant a les serradores i les fàbriques i, com a conseqüència van pastar grans fortunes. Moltes de les mansions construïdes durant aquesta època estan registrades com a monuments històrics pels governs estatal i federal.
El 1873, Charles C. Fitzhugh, Jr., un pioner de Bay City, i la seva esposa, Jane, van comprar terra i van construir una casa en la propietat delimitada pels carrers Washington, Saginaw, Novena i Desena, que més tard es va convertir en l'emplaçament de la Casa Municipal (City Hall). Fitzhugh va comerciar a gran escala en terres salvatges i granges, sent un agent més de 100 km² de terra en el comtat de Bay. Durant aquest temps, l'avinguda Washington es va desenvolupar principalment amb habitatges residencials. Les empreses es van concentrar al llarg del carrer Water, prop del riu Saginaw. Conforme va passar el temps, les empreses van començar a expandir-se al llarg de l'avinguda Washington. El 1891, els Fitzhugh van vendre la terra a la ciutat de Bay City per 8500 dòlars perquè s'utilitzés per a la construcció d'una Casa Municipal i oficines i per a cap altre propòsit.
Fins a 1905, la ciutat de Bay City es limitava a la riba aquest del riu Saginaw. Anteriorment a aquesta data, la població que ocupa el marge occidental del riu Saginaw era una ciutat separada coneguda com a West Bay City. El sistema unificat de la badia de la ciutat va celebrar el seu centenari El 2005.
Durant la segona meitat del segle xix Bay City era la llar de diverses indústries, ara tancades, incloent-hi molts serradores i drassanes. La Defoe Shipbuilding Company, que va deixar d'operar 31 de desembre de 1975, va construir escortes de destructor, destructors de míssils guiats i patrullers per a la Marina dels Estats Units i la Marina Real Australiana. Per a conservar aquesta forta herència naval, el Museu de Vaixells Militars de la Vall del Saginaw (Saginaw Valley Naval Ship Museum) està treballant a través del Comando Naval de Sistemes de Mar (Naval Sigui Systems Command) per a portar l'USS Edson (DD-946) a Bay City com a vaixell museu. Va ser lliurat per a la seva exposició temporal en Essexville el 7 d'agost de 2012. Una altra part important de la història industrial de la ciutat és Industrial Brownhoist, que era ben coneguda per la seva construcció de grans grues industrials.

## Geografia
Bay City està situada en les coordenades 43°35′42.18″N 83°53′19.1″O / 43.5950500, -83.888639.
Segons l'United States Census Bureau, la ciutat té una àrea total de 29 km² de les quals, 27 km² de terra i 2,3 km² (8,12%) són d'aigua. Malgrat una disminució de la població, Bay City continua sent (per un estret marge sobre Port Huron) la ciutat més gran dels EUA per població al costat del llac Fura, molt més petita que les ciutats més grans en els altres quatre Grans Lagos (Chicago, Toronto, Cleveland i Thunder Bay).
Bay City, juntament amb Saginaw i Midland conformen l'Àrea Tri-Cities (Tri-Cities Area), una subregió de Flint/Tri-Cities. A vegades, Bay City es veu com a part de la més gran Área del Pulgar de Míchigan (Thumb of Michigan Area), que és també una subregió de Flint/Tri-Cities.

## Demografia
Segons el cens de l'any 2000, hi havia 36.817 persones, 15.208 llars i 9.322 famílies que residien a la ciutat. La densitat de població era de 1.365 persones per km². Hi havia 16.259 unitats habitacionals en una densitat mitjana de 603 habitants/km². La distribució per races de la ciutat era 91,19% blancs, 2,72% negres, 0,74% amerindis, 0,53% asiàtics, 0,01% illencs del Pacífic, 2,47% d'altres races i 2,33% de dues o més races. Els hispànics o llatins de qualsevol raça eren el 6,72% de la població.
Hi havia 15.208 llars, dels quals el 30,2% tenien nens sota l'edat de 18 que vivien amb ells, 42,4% eren parelles casades vivint junts, 14,7% tenien un cap de família femení sense presència del marit i 38,7% de totes les llars eren unipersonals i 12,8% tenien a alguna persona de 65 anys o més vivint sola. La grandària mitjana de la llar era 2,38 i la grandària mitjana de família era 3,04.
A la ciutat es va descompondre la població en 25,5% sota edat de 18 anys, el 9,4% de 18 a 24, el 30,5% de 25 a 44, el 20,5% de 45 a 64, i 14,1% amb 65 anys o més. L'edat mitjana era 35 anys. Per cada 100 dones hi havia 92,9 homes. Per cada 100 dones d'edat de 18 anys o més, hi havia 88,6 homes.
La renda mitjana per a una casa a la ciutat era 30.425 dòlars, i la renda mitjana per a una família era 38.252 dòlars. Els homes tenien una renda mitjana de 32.094 dòlars contra 21.494 dòlars per a les dones. La renda per càpita per a la ciutat era 16.550 dòlars. Prop de 10,3% de les famílies i el 14,6% de la població estaven sota la línia de la pobresa, incloent-hi el 19,1% dels menors de 18 anys i el 10,5% de les persones més grans de 65 anys.

## Personatges il·lustres
En aquesta ciutat va néixer la cantant i icona Madonna, el 16 d'agost de 1958.

## Agermanament de ciutats
- Bay City compta amb quatre agermanaments de ciutats designades per Sister Cities International.

- Ansbach, Alemanya

- Goderich, Ontario, Canadà

- Lomé, Togo

- Poznań, Poloni